# Attleboro
Attleboro – miasto w hrabstwie Bristol, w stanie Massachusetts, USA.

## Religia
- Sanktuarium La Salette w Attleboro